# Утрачені в Манхеттені
«Утрачені в Манхеттені» — драма 2007 року.

## Зміст
Життя трьох героїв тісно переплітаються. Лікар-окуліст, жінка, що заплуталася в своїх думках і бажаннях. Художник, який безрезультатно бореться з наступаючою сліпотою. І юний фотограф із суперечливими почуттями, які розривають його зсередини. Здається, що між цими людьми немає нічого спільного, але це лише на перший погляд.